# Балије (Мерт и Мозел)
Балије (фр. Baslieux) насеље је и општина у североисточној Француској у региону Лорена, у департману Мерт и Мозел која припада префектури Брије.
По подацима из 2011. године у општини је живело 582 становника, а густина насељености је износила 57,23 становника/km². Општина се простире на површини од 10,17 km². Налази се на средњој надморској висини од 350 метара (максималној 392 m, а минималној 244 m).

## Демографија
| 1962. | 1968. | 1975. | 1982. | 1990. | 1999. | 2011. |
| ----- | ----- | ----- | ----- | ----- | ----- | ----- |
| 1.051 | 1.054 | 962   | 780   | 493   | 534   | 582   |

График промене броја становника у току последњих година